# Església de Sant Miquel d'Alcanar
L'Església de Sant Miquel, al municipi d'Alcanar de la comarca catalana del Montsià, és un temple parroquial catòlic. Es tracta d'un edifici construït per substituir l'anterior temple datat ja des del 1363.
Està situada al centre del poble d'Alcanar, al cim d'una àmplia escalinata. Té unes dimensions considerables; 44 metres de llargada, 19 d'amplada i 16 d'alçada.

## Arquitectura
L'església parroquial de Sant Miquel s'ubica al nucli antic, a la part alta de la plaça de Sant Miquel, al cim d'una àmplia escalinata. La façana és un cos compacte, de carreus ben tallats, amb aire de fortalesa accentuat per la garita que hi ha a l'angle dret de la part alta. Centrada, n'hi ha una porta totalment renaixentista, al damunt de la qual hi ha una petita rosassa. Al costat esquerre, i partint de la mateixa façana, s'alça el campanar, que passa d'una base quadrada a un cos superior octogonal. Té finestres a cada cara i està decorada amb pinacles a un cim emmarcat per una cornisa clàssica que ressegueix tot el voltant. Malgrat el regust renaixentista d'aquest sector, la coberta és gòtica i es recolza sobre cartel·les encastades al mur. La volta de l'església tenia tres trams dividits per arcs torals i està tancada per un absis poligonal amb volta de creueria.
A finals del s. XIX es va ampliar amb un creuer, presbiteri i cimbori, tractant d'imitar l'estil primitiu. A l'interior de l'església, al primer tram de la nau, hi havia un cor elevat, ara desaparegut, del qual resten dues columnes de suport. L'any 1992-93 el rector, Mossèn Joan Ferrer, fa restaurar l'interior de l'Església: la pedra picada es deixa a la vista i la resta es pinta d'un color quasi blanc.

## Història
Se suposa que l'actual església degué substituir una altra de més petita, presumiblement construïda arran de la fundació del poble els segles XIII-XIV. L'actual es podria datar com de la segona meitat del segle xvi i fou ampliada cap a finals del segle xix (c. 1870). Matamoros relaciona l'església d'Alcanar amb el convent i l'església de "San Domingo de Tortosa", ja que les portades d'ambdues tenen similituds. Se sap que els edificis de Tortosa foren acabats el 1578 i el 1585 respectivament i que el mestre de l'obra fou Miquel Anglès, que també va treballar a la Catedral de la ciutat. Matamoros diu que tant als edificis de Tortosa com al d'Alcanar, apareixen les mateixes marques de picapedrer però que no ens ha estat possible identificar. Aquests es trobaren el 1995. Seguint amb Matamoros, el mestre de les obres i el picapedres devien ser la mateixa persona (o persones) i com ja sabem, ja se sap que el de Tortosa era Miquel Anglès, i si aquesta teoria es confirma ja ho tindríem resolt, encara que també es planteja una possible col·laboració d'un hipotètic fill d'aquest mestre.
A l'interior de la nau, a un contrafort de la dreta tocant a la porta lateral d'entrada hi ha una data inscrita, "1632", que correspon a una làpida sepulcral. El primer rector documentat d'Alcanar és del 1363, quan l'església -l'anterior a l'actual- només tenia un altar dedicat a Sant Jaume. Del 1423 se sap, mitjançant la documentació, de l'existència, per primera vegada, d'un altar dedicat a Sant Miquel i, el 1428, d'un retaule d'advocació al mateix sant, construït per ordre del Bisbe. El 1870 es va fer un nou retaule major de guix, dedicat també a Sant Miquel, fet per Fèlix Ferrer. El 1893 va ser pintat i daurat per Vicent Benet.
L'església actual es devia començar avançat el segle xvi o a finals; potser en època del rector Miquel Reverter (1568-1606) per acabar-la en temps del rector Joan B. Anglès (1612-1637), emparentat amb la família de picapedrers que Matamoros suposa que es van encarregar de les obres de l'edifici.
El segle xix, durant la rectoria de Francesc Roqueta Arraco (1847-1864) va sorgir la idea d'ampliar el temple. El projecte (1862) fou de l'arquitecte de Tarragona, Ignasi Jordà i Annalich, i l'execució de l'arquitecte de Tortosa, Jaume Ortega. Per dur-ho a terme, calgué enderrocar l'antiga casa de l'Abadia (rectoria) i dues més, que estaven a la part posterior de l'església, de la qual quedaven separades per un carrer. Durant la Guerra Carlina, l'església fou emprada com a fortí.